# ألبرت براون (لاعب كرة قدم)
ألبرت براون (بالإنجليزية: Albert Brown)‏ (1 أبريل 1879 في المملكة المتحدة - 6 أبريل 1955 ببرمنغهام في المملكة المتحدة) هو لاعب كرة قدم بريطاني (وحمل سابقاً جنسية المملكة المتحدة لبريطانيا العظمى وأيرلندا) في مركز الهجوم. لعب مع أستون فيلا وبريستون نورث إيند وكوينز بارك رينجرز ونادي بلاكبول ونادي ساوثهامبتون ونادي تاموورث.